# Robert Esser
Robert Esser (* 29. August 1970 in Tönisvorst, Niederrhein) ist deutscher Rechtswissenschaftler und seit 2007 Professor für Deutsches, Europäisches und Internationales Strafrecht und Strafprozessrecht sowie Wirtschaftsstrafrecht an der Universität Passau.

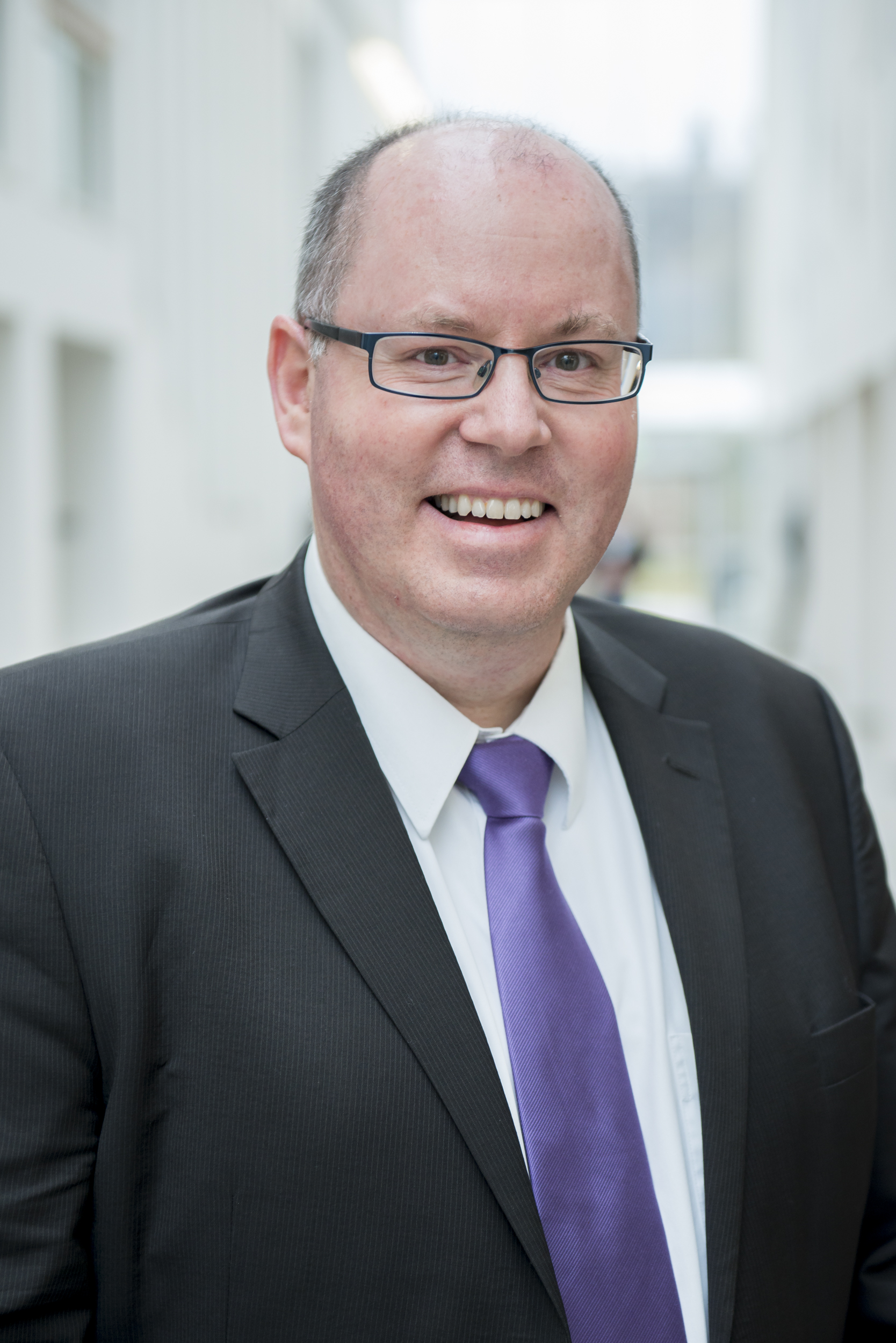
Robert Esser, 2012

## Akademischer Werdegang
Zwischen 1991 und 1997 studierte Esser Rechtswissenschaft an den Universitäten Trier und Uppsala (Schweden). Die Erste Juristische Staatsprüfung legte er 1997 in Trier ab.
Nach der Zweiten Juristischen Staatsprüfung (1999) promovierte er an der Universität Trier zum Thema: Auf dem Weg zu einem europäischen Strafverfahrensrecht – Die Grundlagen im Spiegel der Rechtsprechung des Europäischen Gerichtshofs für Menschenrechte (EGMR) in Straßburg. Die Dissertation, für die Esser mit dem Promotionsstipendium der Graduiertenförderung des Landes Rheinland-Pfalz gefördert wurde und die den Förderpreis der Universität Trier für Nachwuchswissenschaftler erhielt, erschien 2002 im de Gruyter Verlag, Berlin.
Von Ende 2001 bis Anfang 2007 arbeitete Esser als Wissenschaftlicher Assistent an der Universität Trier am Lehrstuhl für Deutsches, Europäisches und Internationales Strafrecht und Strafprozessrecht, Kriminologie von Hans-Heiner Kühne.
Nach seiner Habilitation an der Universität Trier (2006) mit dem Titel „Über die Grenzen des Strafrechts als Instrument zur Korrektur gesellschaftlicher Fehlentwicklungen – eine Untersuchung am Beispiel der Untreue (§ 266 StGB)“ übernahm Esser die Vertretung des Lehrstuhls für Strafrecht und Strafprozessrecht sowie Ostrecht an der Universität Passau (Nachfolge Martin Fincke).
Seit Februar 2007 ist Robert Esser Inhaber des Lehrstuhls für Deutsches, Europäisches und Internationales Strafrecht und Strafprozessrecht sowie Wirtschaftsstrafrecht an der Universität Passau. 2014 erhielt er einen Ruf an die Universität Erlangen-Nürnberg (FAU).
Robert Esser ist stellvertretender geschäftsführender Direktor des Instituts für internationales und ausländisches Recht – Abteilung für europäisches und internationales Straf- und Strafverfahrensrecht.
Im Jahr 2010 gründete Esser die Forschungsstelle „Menschenrechte im Strafverfahren – Human Rights in Criminal Proceedings (HRCP)“, eine Forschungs-, Fortbildungs- und Beratungsstelle für alle Fragen des internationalen Menschenrechtsschutzes im Strafverfahren. Zu den Aufgaben von HRCP zählt die Auswertung und Systematisierung der Rechtsprechung des Europäischen Gerichtshofs für Menschenrechte (EGMR) in Straßburg sowie der Spruchpraxis des Human Rights Committee und des Committee Against Torture der Vereinten Nationen (UN-Menschenrechtsausschuss / UN-Antifolterausschuss). Die Forschungsstelle erstellt Rechtsprechungsübersichten und übernimmt die Konzeption von Gastvorträgen, Fachtagungen, Exkursionen, Workshops, Seminaren und Fortbildungsveranstaltungen auf dem Gebiet des Menschenrechtsschutzes für Richter, Staatsanwälte, Rechtsanwälte, Strafverteidiger und Studierende.
In den Jahren 2014/2015 war Robert Esser Mitglied der vom Bundesministerium der Justiz und für Verbraucherschutz eingerichteten Expertenkommission zur effektiveren und praxistauglicheren Ausgestaltung des allgemeinen Strafverfahrens und des jugendgerichtlichen Verfahrens.
Seit 2009 engagiert sich Robert Esser in dem vom Bundesministerium der Justiz koordinierten Deutsch-Vietnamesischen Rechtsstaatsdialog, u. a. mit Fortbildungsveranstaltungen für Justizpraktiker und dem Angebot von Sommerakademien (Summer School) zu Fragen des Straf- und Strafprozessrechts in Kooperation mit der Vietnam-National-University und der Friedrich-Ebert-Stiftung (FES), Büro Hanoi.

## Tätigkeitsschwerpunkte
Zahlreiche Veröffentlichungen zum deutschen Straf- und Strafprozessrecht, zur Thematik Menschenrechte im deutschen Strafverfahren (EMRK), zum Wirtschaftsstrafrecht und zu Fragen des Internationalen Strafrechts.

## Schriften
- Auf dem Weg zu einem europäischen Strafverfahrensrecht – Die Grundlagen im Spiegel der Rechtsprechung des Europäischen Gerichtshofs für Menschenrechte (EGMR) in Straßburg. Dissertation. De Gruyter, Berlin 2002, ISBN 3-89949-003-7.
- Löwe, Rosenberg: Großkommentar zur Strafprozessordnung. 26. Auflage, Band 11. De Gruyter, Berlin, ISBN 978-3-89949-490-7 (EMRK/IPbpR).
- Krey/Esser, Strafrecht – Allgemeiner Teil, Lehrbuch. Kohlhammer, Stuttgart, 7. Aufl. 2022
- Europäisches und Internationales Strafrecht, Lehrbuch. C.H. Beck, München, 2. Aufl. 2017
- EGMR / HRC / CAT – Beiträge im Handbuch Internationales Strafrecht, Ahlbrecht / Böhm / Esser / Eckelmans.(Hrsg.), C.F. Müller, Heidelberg, 2. Aufl. 2017, ISBN 3-8114-4352-6.
- Arbeitsstrafrecht und Urheberstrafrecht, in: Esser/Rübenstahl/Saliger/Tsambikakis (Hrsg.), Wirtschaftsstrafrecht. Dr. Otto-Schmidt Verlag. Köln. 2017
- §§ 266–266b; 316a–322 StGB. In: Leipold, Tsambikakis, Zöller (Hrsg.): Anwaltkommentar StGB. DeutscherAnwaltVerlag, Bonn, 3. Aufl. 2020, ISBN 978-3-8114-0643-8
- Europäisches und Internationales Strafrecht – Vorschriftensammlung. C.F. Müller. Heidelberg, 4. Aufl. 2020, ISBN 978-3-8114-4922-0

## Herausgebertätigkeit
- Mitherausgeber des Löwe/Rosenberg: Großkommentar zur Strafprozessordnung. 26., 27., 28. Auflage. De Gruyter, Berlin.
- Herausgeber einer Schriftenreihe Menschenrechte im Strafrecht. Nomos. Baden-Baden.
- Mitherausgeber einer Schriftenreihe zum Europäischen Strafverfahrensrecht. Peter Lang, Karlsruhe.
- Mitherausgeber einer Schriftenreihe zum Wirtschaftsstrafrecht. Peter Lang, Karlsruhe.
- Mitherausgeber der Schriftenreihe Schriften zum deutschen und internationalen Wirtschafts- und Unternehmensstrafrecht. Nomos Verlag. Baden-Baden.
- Esser, Harich, Lohse, Sinn (Hrsg.): Menschenrechte und ihre Berücksichtigung im Kontext von Zivilrecht, Verwaltungsrecht und Strafrecht. Berliner Wissenschafts-Verlag, Berlin 2004, ISBN 3-8305-0909-X.
- Kühne, Esser, Gerding (Hrsg.): Völkerstrafrecht. Jonscher, Osnabrück 2007, ISBN 3-9811399-1-7.
- Esser, Rübenstahl, Saliger, Tsambikakis (Hrsg.): Wirtschaftsstrafrecht. Dr. Otto-Schmidt Verlag. Köln. 2017
- Esser/Tsambikakis (Hrsg.), Pandemiestrafrecht – Aktuelles Recht für die Praxis, 2020, C.H.BECK. München. 2020. ISBN 978-3-406-76142-3
- Herrnfeld/Esser (Hrsg.), Europäische Staatsanwaltschaft, Nomos Verlag. Baden-Baden 2021